# استان سیدی قاسم
استان سیدی قاسم (به فرانسوی: Province de Sidi Kacem) یک استان در مراکش است که در رباط سلا القنیطره واقع شده‌است. استان سیدی قاسم ۴٬۰۶۰ کیلومتر مربع مساحت و ۵۲۲٬۲۷۰ نفر جمعیت دارد.